# (1562) Gondolatsch
(1562) Gondolatsch est un astéroïde de la ceinture principale découvert le 9 mars 1943 par l'astronome allemand Karl Wilhelm Reinmuth. Le lieu de découverte est Heidelberg (024). Sa désignation provisoire était 1943 EE.
Sa distance minimale d'intersection de l'orbite terrestre est de 1,053400 ua.